# Tzummarum
Tzummarum (Fries: Tsjummearum) is een dorp in de gemeente Waadhoeke, in de provincie Friesland.Tzummarum ligt ten noordoosten van Franeker, tussen Sexbierum en Minnertsga. Het dorp ligt aan de N393 en N384 en de Tzummarumervaart.
In 2023 telde het dorp 1.365 inwoners. De buurtschap Koehool heeft dezelfde postcode als Tzumarrum. Een deel van de Hornestreek was tot in de 20e eeuw de voormalige buurtschap Tzummarumerhorn. Er is een dorpsbelangenvereniging voor het dorp en het naastgelegen Firdgum.

## Geschiedenis
Het dorp ligt in het oostelijke deel van een rij dorpen die zijn ontstaan op terpen op de kwelderwal, die loopt van Pietersbierum naar Minnertsga.
In de 13e eeuw werd de plaats vermeld als de Thumarentum en Thydmarengum, daarna kwamen namen voor als Dietmarghum, Tyedmarim, Tyadmerum, Tyemmarum, Thyamarum en in 1664 als Tjedmarum. De plaatsnaam zou verwijzen naar de woonplaats van de persoon Tyedmar.
De landerijen ten zuiden van het dorp werden eeuwenlang gebruikt als hooilanden terwijl de noordelijke landerijen,  vooral bestond uit landbouw. 
In de voormalige buurtschap Tzummarumerhorn stond de Syttinga State. Deze state werd al zeker in de 17e eeuw genoemd en werd in 1904 verkocht en afgebroken. De buurtschap Koehol was gericht op de visserij, maar ook de bewoners van het Tzumarrum leefden hiervan. Vanaf de zeedijk werd een vaart aangelegd om de vangst naar het dorp te brengen, de Tzummarumervissersvaart. In Koehool staat er een monument voor de haringvisser.
Tot de gemeentelijke herindeling op 1 januari 1984 lag Tzummarum in de gemeente Barradeel, die toen opgeheven is. Tussen 1984 en 2018 lag het dorp in de gemeente Franekeradeel. Per 2018 is Franekeradeel opgegaan in de gemeente Waadhoeke.

## Muntschat

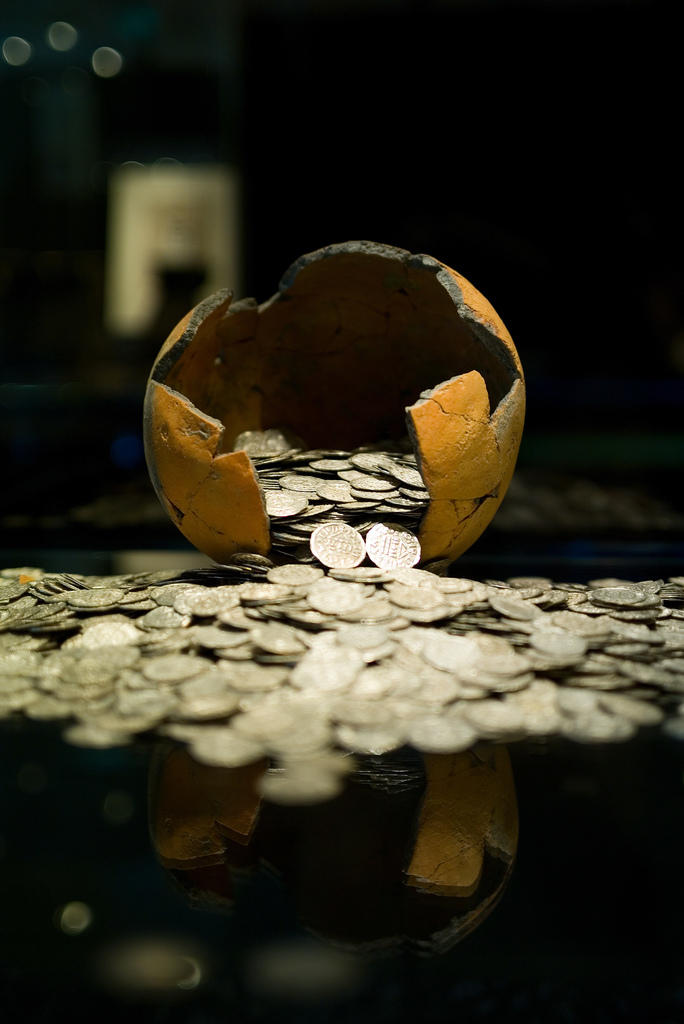
Muntschat Tzummarum

Bij Tzummarum is in 1991 een muntschat gevonden, bestaande uit circa 2800 zilveren munten uit de 9e eeuw. Deze munten waren geslagen in Dorestad. De Muntschat Tzummarum is in beheer van De Nederlandsche Bank. Het zit daar in de collectie van de Nationale Numismatische Collectie.

## Kerk en oudste huis

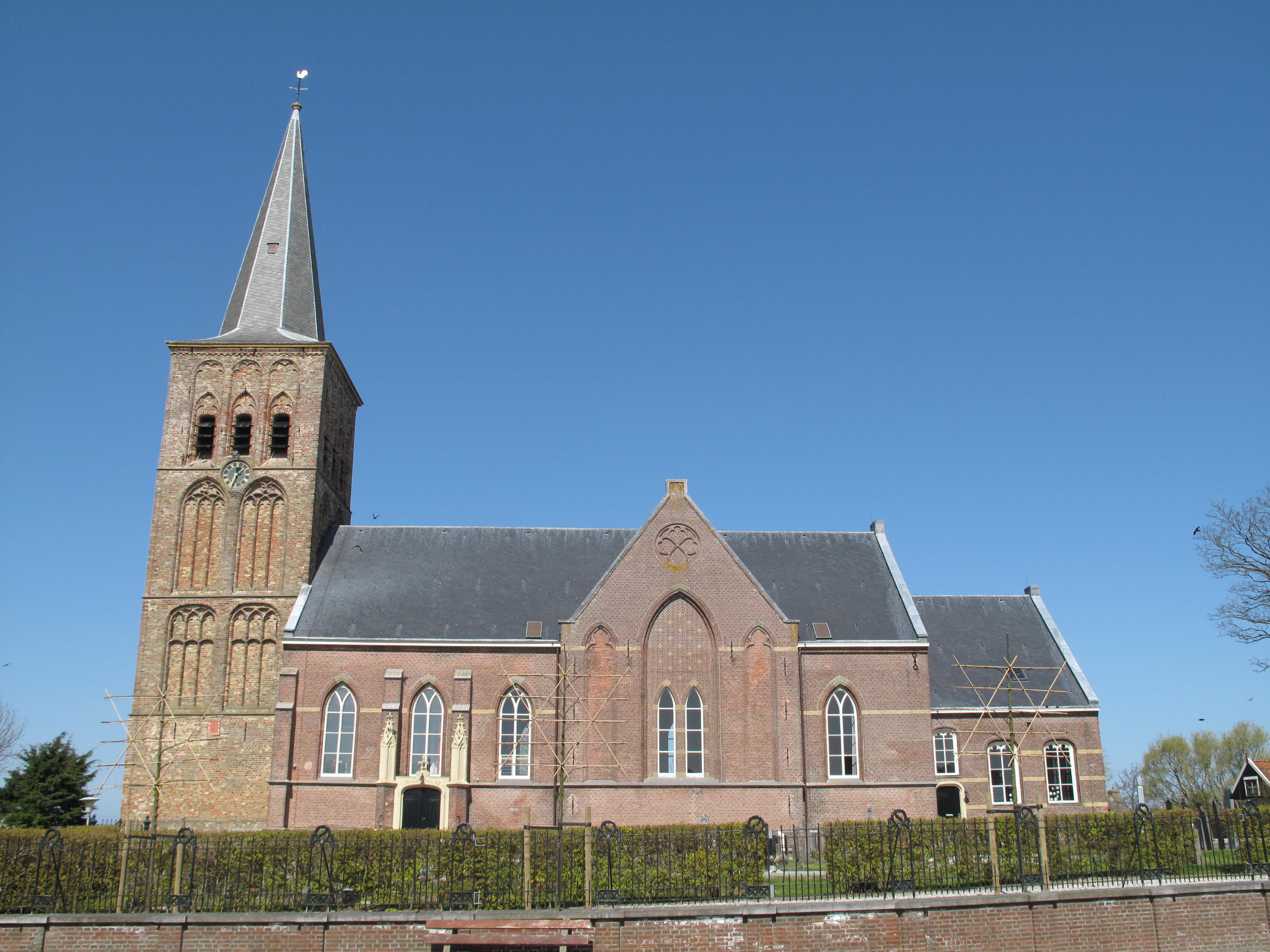
Sint-Martinuskerk

De Sint-Martinuskerk dateert uit 1876 maar de toren van de kerk is ouder, deze dateert uit de Middeleeuwen. Naast de kerk staat het oudste huis van het dorp. Het Vicarishuis dateert deels nog uit de 16e eeuw.

## Spoorwegstation

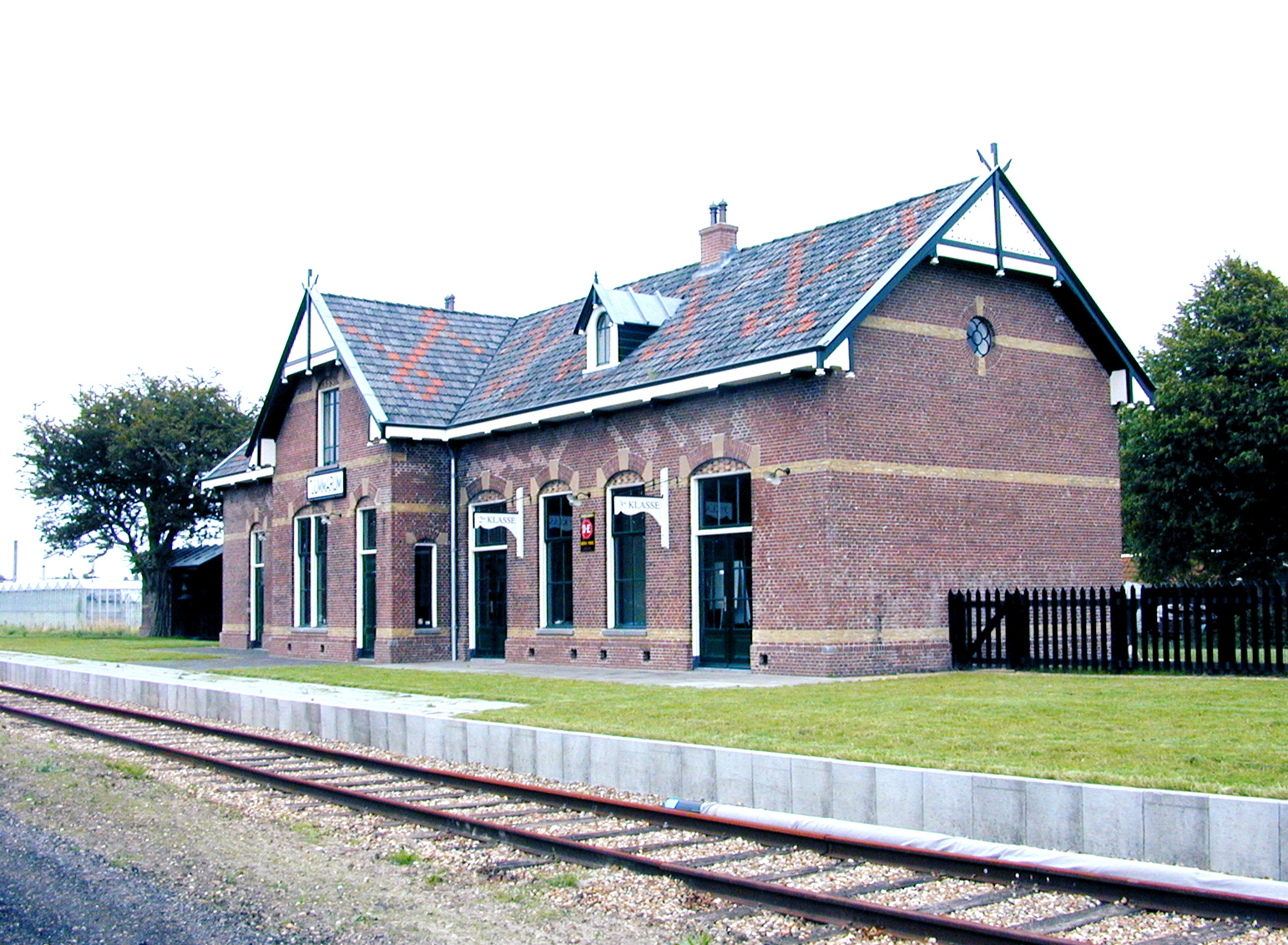
Station Tzummarum

Station Tzummarum was een spoorwegstation aan de NFLS-spoorlijn van Stiens naar Harlingen. Het station was tevens het beginpunt van de Spoorlijn Tzummarum - Franeker. De verkorte aanduiding was Tzum. Het station werd op 2 december 1902 geopend en werd op 1 december 1940 gesloten. De spoorlijnen werden opgebroken, maar het stationsgebouw is er nog steeds. Recentelijk is er weer een stukje rails naast gelegd.

## Sport
De kaatsvereniging VvV Tzummarum is in 1879 opgericht. De vereniging organiseert veel andere activiteiten in het dorp. In 2006 werden indoorbanen voor het Amerikaans Handbal/muurkaatsen aangelegd. De voetbalvereniging, VV Tzummarum werd opgericht in 1937.

## Voorzieningen en cultuur

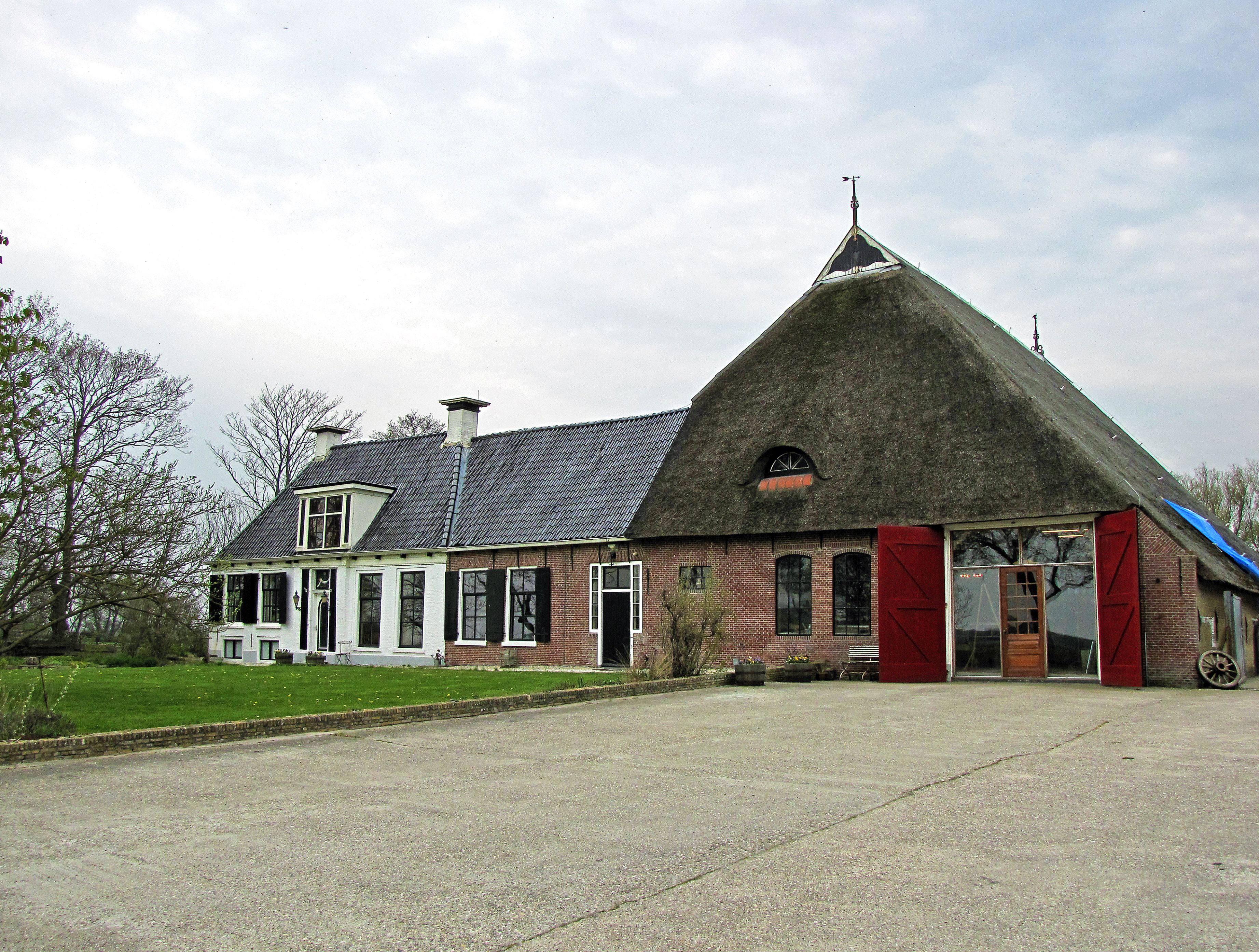
Boerderij Harkema state

Het dorp had lang een bedrijvig centrum, met meer dan 30 winkels maar veel is daarvan niet over op het einde van de twintigste eeuw. Anno 2018 telt het alleen nog een bakker en een fietsenwinkel. De supermarkt en Friesland Bank sloten even daarvoor hun deuren.
De muziekvereniging De Bazuin, met een eigen fanfare is opgericht in 1926. Verder is er een Toneelvereniging Onno Zwier. De Activiteitencommissie Tzummarum-Firdgum bestaat sinds 2017.

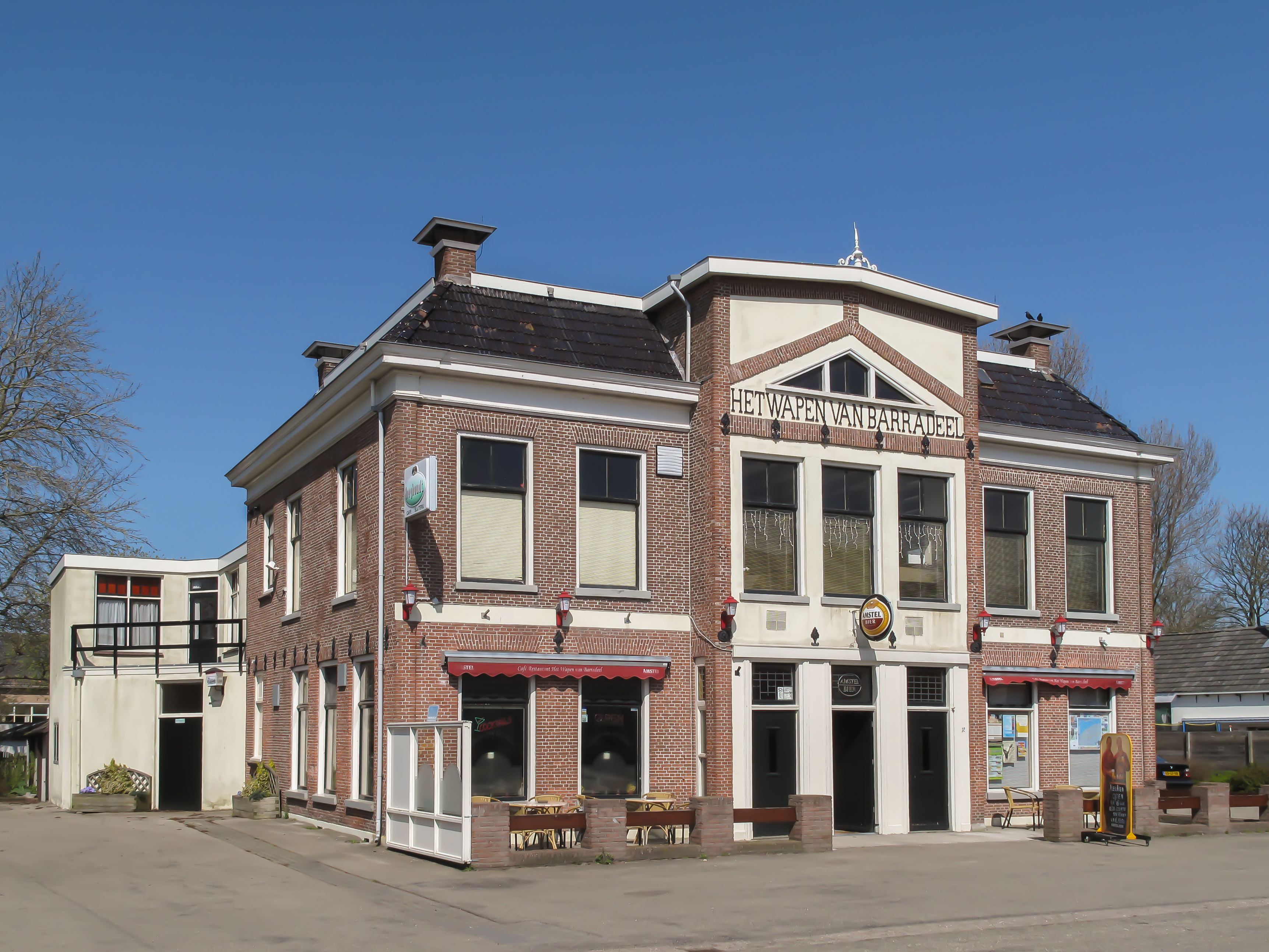
Wapen van Barradeel

## Onderwijs
Ondanks dat veel voorzieningen zijn gesloten heeft het dorp wel een basisschool, De Waadwizer. Deze school is tot stand gekomen door een fusie van de Schalmei en de M.J.Tamsmaskoalle in 2018.

## Bekende personen afkomstig uit Tzummarum
- Aletta Jorritsma (1989), roeister
- Johnny Tuinstra, ijsspeedcoureur